# Private (ракета)

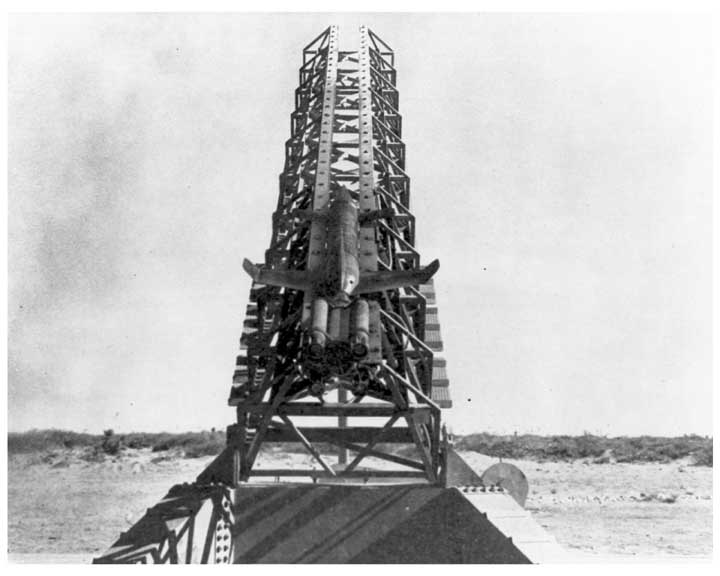
Private-F на пусковой установке

JLT «Прайвит» (англ. Private — «рядовой») — экспериментальная твердотопливная баллистическая ракета, разработанная в исследовательских целях для Вооружённых сил США Калифорнийским технологическим институтом под научным руководством проф. Теодора фон Кармана, в 1944 году. Одна из первых баллистических ракет американского производства. Целью программы было изучение свойств управляемых ракетных вооружений. На базе ракеты «Прайвит» была создана другая баллистическая ракета в серии «нижних чинов» — «Капрал» (за ней в той же серии пойдут «Лэнс» и «Сержант»).

## История
В начале 1940-х, лаборатория аэродинамики Калифорнийского технологического института начала исследования в области практического применения в военных целях ракетных двигателей. Основным результатом их разработок к моменту вступления США во Вторую мировую войну стали реактивные стартовые ускорители JATO, активно применявшиеся авиацией. Впоследствии институт работал над проблемами реактивной артиллерии и неуправляемых боевых ракет.
В 1944 году, после получения первых сведений о разработке немцами боевых ракет большой дальности («Фау-2»), Институт начал исследовательскую программу, направленную на разработку военных ракетных технологий. Результатом их деятельности стала ракета Private-A, впервые полетевшая в декабре 1944. Пуски осуществлялись на общевойском полигоне «Форт-Ирвин» в пустыне Мохаве.

## Конструкция
Даже для своего времени, «Прайвит» была очень простой ракетой. По сути дела, она представляла собой стандартный ускоритель JATO, оснащенный стабилизирующими плоскостями. Медленно горящий заряд твердотопливного двигателя развивал тягу в 4,4 кН в течение 30 секунд.
Старт ракеты осуществлялся с наземной пусковой установки, с помощью стартовой ступени, состоявшей из четырёх артиллерийских реактивных снарядов Т-22. Выгорающие за 0,5 секунды двигатели предназначались для отрыва ракеты от стартовой площадки.
Для запуска ракеты использовалась большая стартовая рампа с рельсовыми направляющими.

## Испытания
С декабря 1944 года, Private-A была запущен несколько раз в основном с целью отработки конструкции ракеты стабилизируемой хвостовым оперением. Не все пуски были успешными, но основные принципы полёта баллистических ракет были изучены. Лучший результат был получен, когда[когда?] ракета была запущена на дальность в 18300 метров, которые ракета преодолела за 90 секунд.
После столь успешной демонстрации, ракетами заинтересовался Департамент вооружений Армии США, который согласился финансировать проект. В январе 1945 года был заключен контракт на разработку новых опытных модификаций ракет. Первая из них — Private-F — впервые поднялась в воздух в апреле 1945 года. Она отличалась от Private-A оперением: вместо крестообразных стабилизаторов были установлены два крыла и один вертикальный стабилизатор. 17 пусков были проведены с 1 по 13 апреля 1945 года, но эта ракета продемонстрировала неудовлетворительную устойчивость в полёте, что доказывало необходимость автопилота для крылатых ракет.